# Дунай (струмок)
Дунай (рос. Дунай) — струмок в Росії у Ровенському районі Бєлгородської області. Ліва притока річки Айдару (басейн Азовського моря).

## Опис
Довжина струмка приблизно 6,45 км, найкоротша відстань між витоком і гирлом — 5,37  км, коефіцієнт звивистості річки — 1,20 . Формується загатою.

## Розташування
Бере початок на південно-західній стороні від села Мартинці. Тече переважно на південний захід через село Свистовку і впадає у річку Айдар, ліву притоку Сіверського Дінця.

## Цікаві факти
- У минулому столітті у селі Свистовка існував 1 Газгольдер та одна газова свердловина[1].